# Pouteria juruana
Pouteria juruana är en tvåhjärtbladig växtart som beskrevs av Kurt Krause. Pouteria juruana ingår i släktet Pouteria och familjen Sapotaceae. IUCN kategoriserar arten globalt som starkt hotad. Inga underarter finns listade i Catalogue of Life.